# What Up, What's Haapnin'
What Up, What's Haapnin' är en låt av rapparen T.I., släppt den 2 september 2008 från hans sjätte studioalbum Paper Trail. Låten är en diss till Shawty Lo, och videon filmades i hans område.

## Remixes
- T.I. feat. Playaz Circle - "What Up"
- T.I. feat. J-Dollaz - "What Up, What's Haapnin'" Remix
- T.I. feat. Young Jeezy - "What Up, What's Haapnin'" Remix

## Listor
| Lista (2008)                         | List- position |
| ------------------------------------ | -------------- |
| U.S. Billboard Hot 100               | 84             |
| U.S. Billboard Hot R&B/Hip-Hop Songs | 97             |